# Mistrzostwa Oceanii U-20 w Rugby Union Mężczyzn 2018
Mistrzostwa Oceanii U-20 w Rugby Union Mężczyzn 2018 – czwarte mistrzostwa Oceanii U-20 w rugby union mężczyzn, oficjalne międzynarodowe zawody rugby union o zasięgu kontynentalnym organizowane przez Oceania Rugby mające na celu wyłonienie najlepszej w Oceanii męskiej reprezentacji narodowej złożonej z zawodników do lat dwudziestu. Zostały rozegrane w formie dwóch turniejów w okresie od 27 kwietnia do 8 grudnia 2018 roku. W walce o tytuł mistrzowski wzięły udział cztery zespoły, pozostałe drużyny, które przystąpiły do rozgrywek, wystąpiły zaś w niższej dywizji.

## Championship
Mistrzostwa zostały zorganizowane na boisku Bond University w Gold Coast w ciągu trzech meczowych dni pomiędzy 27 kwietnia a 5 maja 2018 roku i wzięły w nim udział cztery zespoły rywalizujące systemem kołowym. Dla trzech uczestniczących reprezentacji zawody były formą przygotowań do Mistrzostw Świata 2018 bądź World Rugby U-20 Trophy 2018. Sędziowie zawodów.
Z kompletem wysokich zwycięstw w turnieju triumfowała reprezentacja Nowej Zelandii.

### Mecze
| 27 kwietnia 201717:00 | Nowa Zelandia U-20 | 97:0 | Tonga U-20 | Bond University, Gold Coast Sędzia: James Quinn |
| 27 kwietnia 201717:00 | Carlos Price 5 (P) Ciarahn Matoe 4 (2pd) Tom Christie 5 (P) Leicester Faingaʻanuku 15 (3P) Ricky Jackson 5 (P) Tom Florence 5 (P) Tanielu Teleʻa 5 (P) Billy Proctor 5 (P) Bailyn Sullivan 5 (P) Kaleb Trask 5 (P) Sione Asi 5 (P) Waimana Riedlinger-Kapa 5 (P) William Tremain 5 (P) Harry Plummer 16 (8pd) 1 karne przyłożenie | 97:0 |            | Bond University, Gold Coast Sędzia: James Quinn |
| 27 kwietnia 201717:00 | Sefa Finau | 97:0 |            | Bond University, Gold Coast Sędzia: James Quinn |

| 27 kwietnia 201719:00 | Australia U-20 | 51:5 | Fidżi U-20                | Bond University, Gold Coast Sędzia: Damon Murphy |
| 27 kwietnia 201719:00 | James Ramm 11 (4pd K) Fraser McReight 10 (2P) Patrick Tafa 5 (P) Matt McTaggert 5 (P) Mack Hansen 5 (P) Tate McDermott 5 (P) Isaac Lucas 5 (P) Len Ikitau 5 (P) | 51:5 | Apakuki Naivanawalu 5 (P) | Bond University, Gold Coast Sędzia: Damon Murphy |

| 1 maja 201713:00 | Nowa Zelandia U-20 | 55:15 | Fidżi U-20                                                                              | Bond University, Gold Coast Sędzia: Damon Murphy |
| 1 maja 201713:00 | Tanielu Teleʻa 5 (P) Sione Asi 10 (2P) William Tremain 5 (P) Harry Plummer 20 (2P 5pd) Devan Flanders 5 (P) Xavier Roe 5 (P) Jamie Spowart 5 (P) | 55:15 | Liam Rasch 5 (P) Ilikena Vudogo 5 (P) Peniasi Ratu 2 (pd) Turaganivalu Nabetelevu 3 (K) | Bond University, Gold Coast Sędzia: Damon Murphy |
| 1 maja 201713:00 | Billy Proctor | 55:15 |                                                                                         | Bond University, Gold Coast Sędzia: Damon Murphy |

| 1 maja 201715:00 | Australia U-20 | 91:7 | Tonga U-20                          | Bond University, Gold Coast Sędzia: Jordan Way |
| 1 maja 201715:00 | James Ramm 5 (P) Matt McTaggert 20 (4P) Isaac Lucas 9 (P 2pd) Trevor Hosea 15 (3P) Josh Kemeny 10 (2P) Will Harrison 22 (2P 6pd) Isiah Latu 5 (P) Hayden Sargeant 5 (P) | 91:7 | Siale Tamoʻua 5 (P) Peni Vea 2 (pd) | Bond University, Gold Coast Sędzia: Jordan Way |
| 1 maja 201715:00 | Sefa Finau | 91:7 |                                     | Bond University, Gold Coast Sędzia: Jordan Way |

| 5 maja 201717:00 | Fidżi U-20 | 54:0 | Tonga U-20 | Bond University, Gold Coast Sędzia: Dru Tonks |
| 5 maja 201717:00 | Apisalome Bogidrau 10 (2P) Ilikena Vudogo 5 (P) Turaganivalu Nabetelevu 15 (3P) Tira Patterson 10 (2P) Lekima Nasamila 5 (P) Caleb Munttz 9 (3pd K) | 54:0 |            | Bond University, Gold Coast Sędzia: Dru Tonks |
| 5 maja 201717:00 | Pitaofa Halaifonua | 54:0 |            | Bond University, Gold Coast Sędzia: Dru Tonks |

| 5 maja 201719:00 | Australia U-20                                                                                      | 28:43 | Nowa Zelandia U-20                                                                                      | Bond University, Gold Coast Sędzia: Damon Murphy |
| 5 maja 201719:00 | Ryan Lonergan 7 (P pd) Matt McTaggert 5 (P) Mack Hansen 5 (P) Isaac Lucas 6 (3pd) Josh Kemeny 5 (P) | 28:43 | Tom Christie 15 (3P) Ricky Jackson 5 (P) Tanielu Teleʻa 5 (P) Harry Plummer 13 (5pd K) Jay Renton 5 (P) | Bond University, Gold Coast Sędzia: Damon Murphy |
| 5 maja 201719:00 | Ryan Lonergan                                                                                       | 28:43 | Kaleb Trask                                                                                             | Bond University, Gold Coast Sędzia: Damon Murphy |

## Trophy
Zawody odbyły się w formie dwóch meczów rozegranych w dniach 4 i 8 grudnia 2018 roku w samoańskim mieście Apia pomiędzy reprezentacjami Tonga i Samoa, a ich stawką było prawo gry w World Rugby U-20 Trophy 2019. Sędziował je Fidżyjczyk, Kaveni Talemaivavalagi. W obydwu meczach zwyciężyli Tongijczycy.
| 4 grudnia 201815:00 | Samoa U-20                               | 12:16 | Tonga U-20                                      | Marist Stadium, Apia Sędzia: Kaveni Talemaivavalagi |
| 4 grudnia 201815:00 | Ah See 5 (P) Fomai 5 (P) Falaniko 2 (pd) | 12:16 | Inisi 5 (P) Uasi 5 (P) Folau 3 (K) Tafolo 3 (K) | Marist Stadium, Apia Sędzia: Kaveni Talemaivavalagi |
| 4 grudnia 201815:00 | Fale                                     | 12:16 |                                                 | Marist Stadium, Apia Sędzia: Kaveni Talemaivavalagi |

| 8 grudnia 201815:00 | Tonga U-20                                     | 27:20 | Samoa U-20                             | Marist Stadium, Apia Sędzia: Kaveni Talemaivavalagi |
| 8 grudnia 201815:00 | Folau 10 (2P) Inisi 5 (P) Tafolo 12 (3pd dg K) | 27:20 | Fuiono 10 (2P) Ah See 5 (P) Pati 5 (P) | Marist Stadium, Apia Sędzia: Kaveni Talemaivavalagi |
| 8 grudnia 201815:00 | Maafu · Fale · Folau                           | 27:20 | Onelei                                 | Marist Stadium, Apia Sędzia: Kaveni Talemaivavalagi |